# Joseph Mitterer
Joseph Mitterer (* 1766 oder 1767; † 18. Dezember 1844 in Brixlegg) war ein österreichischer Orgelbauer.

## Leben
Joseph Mitterers Geburtsdatum und -ort sind nicht bekannt. Er starb im Alter von 77 Jahren in Brixlegg. Als Sohn eines Bauern war Mitterer in Moosen, Hart im Zillertal, St. Gertraudi und Brixlegg ansässig. Kleinere Orgeln errichtete er bis ins Bozner Unterland.

## Werkliste
| Jahr | Ort                        | Gebäude                            | Bild | Manuale | Register | Bemerkungen                                                   |
| ---- | -------------------------- | ---------------------------------- | ---- | ------- | -------- | ------------------------------------------------------------- |
| 1815 | Erl (Tirol)                | Pfarrkirche                        |      |         |          | nicht erhalten, seit 1974 Orgel von Orgelbau M. Walcker-Mayer |
| 1826 | Rinn                       | Pfarrkirche                        |      | I/P     | 10       |                                                               |
| 1826 | Judenstein (Gemeinde Rinn) | Wallfahrtskirche Mariä Heimsuchung |      | I/P     | 7        |                                                               |
| 1827 | Reith im Alpbachtal        | Filialkirche St. Gertraud          |      | I/P     | 8        |                                                               |
| 1828 | Kirchwald                  | St. Dyonisius                      |      |         |          | nicht erhalten                                                |
| 1830 | Leiblfing                  | Mariä Himmelfahrt                  |      |         |          | nicht erhalten, seit 1993 Orgel von Orgelbau Sandtner         |
| 1835 | Mehrn bei Brixlegg         | Filialkirche Mehrn                 |      | I/P     | 6        | [ 1 ]                                                         |
| 1844 | Kleinsöll                  | St. Johannes der Täufer            |      | I/P     | 7        | [ 2 ]                                                         |